# Adam Pascal
Adam Pascal (* 25. října 1970, Bronx, New York, Spojené státy americké) je americký divadelní a filmový herec a zpěvák. Jeho nejznámější role je Roger Davis v muzikálu Rent a filmové verzi muzikálu s názvem Bohémové. Také hrál Radamese v původním obsazení muzikálu Eltona Johna a Tima Rice, Aida a konferenciéra v revival verzi muzikálu Kabaret.

## Životopis
Narodil se v Bronx v New Yorku a vyrostl ve Woodbury v Nassau County se svou matkou a nevlastním otcem, Wendy a Melem Seamonovými. Byl vychován jako Žid. Předtím, než našel zálibu v hudbě, byl osobní trenér. Přestože se stal rockovým hudebníkem, který hraje v řadě kapel (jako například Mute kterou založili jeho spolužáci), začal se zajímat o muzikálové divadlo. Jeho kamarád ze střední školy se mu zmínil o muzikálu Bohémové. Pascal šel z rozmaru na konkurz a nakonec byl obsazen do role HIV pozitivního rockového kytaristy Rogera Davise. Jeho silný tenorový hlas a výkon v Bohémech mu přinesl nominaci na Cenu Tony, a dále ceny Theater World Award a Obie Award. V listopadu 1997 muzikál opustil, ale roli Rogera si vzápětí zopakoval v londýnské verzi muzikálu.
Tato role mu pomohla získat slávu na Broadwayi. Byl obsazen do muzikálu Eltona Johna a Tima Rice, Aida, jako egyptský generál Radames s původním a konečným obsazením muzikálu (jeho bývalá kolegyně z Rentu, Idina Menzel si v roce 2001 v tomto muzikálu zahrála roli Amneris). Dále se objevil v konečném obsazení muzikálu Kabaret, v roli konferenciéra. Také se zúčastnil několika charitativních představení, včetně muzikálů Šachy v roce 2003 (hrál Američana Freddieho Trumpera), muzikálu Vlasy v roce 2004 (zpíval "I Got Life") a 24 Hour Plays v roce 2005. V roce 2004 se vrátil k Aidě, kde do konce uvádění muzikálu opět ztvárnil roli Radamese.
Spolu s kolegou a původním představitelem z Bohémů, Anthonym Rappem (Mark Cohen) se Pascal vrátil na Broadway, kde hráli v Rentu od 30. června do 7. října 2007. V lednu 2009 si on a Rapp zopakovali své role jako Roger a Mark v dalším turné Bohémů, nazvaném: "Rent: The Broadway Tour", které bylo v mnoha městech v Severní Americe, stejně jako v Japonsku a Jižní Koreji.
Zopakoval si roli Fredericka Trumpera, také známého jako "Freddie, The American", v londýnské koncertní verzi muzikálu Šachy v Royal Albert Hall ve dnech 12. – 13. května 2008. Jeho kolegyně z Rentu a Aidy, Idina Menzel, si v tomto uvedení zahráli roli Florence. Toto vystoupení bylo nahráváno a vysílalo se v televizi, nejprve v americké a britské televizi dne 17. června 2009 a opakovaně v Americe na stanicích PBS jako část série "Výborná vystoupení". Záznam představení vyšel i na DVD.
25. října 2011 se připojil k broadwayskému obsazení muzikálu Memphis jako hlavní postava, Huey Calhoun. V roli nahradil původního představitele, Chada Kimballa.

## Film
Svůj filmový debut měl v roce 1999 ve filmu SLC Punk! a také se objevil ve snímcích Škola ro(c)ku (2003) a Temptation (2004). Zvuková stopa pro filmový muzikál Temptation se nahrávala živě na place během natáčení.
Na konci roku 2005 se objevil vedle pěti dalších z původního obsazení, kteří si své role zopakovali, ve filmové verzi muzikálu Rent, nazvané Bohémové. Režisérem filmu je Chris Columbus. Popový idol Justin Timberlake velmi usiloval o roli Rogera, ale Columbus trval na tom, že pouze původní členové obsazení mohou sdělit skutečný význam muzikálu. Film měl ve Spojených státech premiéru 23. listopadu 2005.
V nezávislém snímku Falling Star (původně nazvaném Goyband) si zahrál bývalou ikonu chlapecké kapely, který je zapsán, aby hrál v hotelu Kosher, ale nakonec šokuje hosty se svou sexy show. Fanoušci byli pozváni, aby se k filmu připojili jako komparz při koncertních scénách. Další herci, kteří se ve filmu objevili, jsou Amy Davidson, Cris Judd, Tovah Feldshuh, Dean Edwards, Tibor Feldman a Natasha Lyonne. Goyband měl svou premiéru na Jerusalemském filmovém festivalu v prosinci 2008. Premiéra v Severní Americe v červenci 2009 na Long Islandu. Film koupil distributor MarVista Entertainment a byl přejmenován na Falling Star.
Také se objevil v dalším nezávislém filmu American Primitive, o homosexuálním páru, který se snaží skrýt svůj vztah před rodinou a sousedy v roce 1973, několik let po Stonewallských nepokojích.

## Televize
Hrál roli Dennise Hoffermana, oběti vraždy, v epizodě seriálu Odložené případy. Objevil se zde vedle Tracie Thoms, své kolegyně z filmové verze Bohémů a vedle Laury Bell Bundy, další broadwayské hvězdy, která hrála roli Elle Woods v muzikálu Pravá blondýnka. Tato epizoda, nazvaná "Willkommen", se poprvé vysílala 2. dubna 2006 a točila se okolo amatérské výroby muzikálu Kabaret.
Pascal byl vypravěčem a nazpíval píseň do dvojité epizody nazvané "Tale of the Mighty Knights" pro seriál The Backyardigans. Píseň, kterou nazpíval, se jmenuje "I'm Not an Egg Anymore" a je to poslední píseň epizody.

## Osobní život
Dne 19. prosince 1998 se oženil s Cybele Chivian, dcerou Erica Chiviana, ředitele centra pro zdraví a ochrany životního prostředí na harvardské lékařské škole a držitele Nobelovy ceny z roku 1985. Mají spolu dva syny, Lennona Jaye (narozený v říjnu 2001) a Montgomeryho Lovella (narozený v únoru 2004).

## Diskografie
- Mute – 1994
- Model Prisoner – 2000
- Civilian – 2004
- Blinding Light (s Larrym Edoffem) – 2008
- The New Standards (s Larrym Edoffem) – 2015

## Filmografie

### Film a televize
| Rok  | Název                                    | Role              | Poznámky |
| ---- | ---------------------------------------- | ----------------- | --- |
| 1999 | SLC Punk!                                | Eddie             | |
| 2003 | Škola ro(c)ku                            | Theo              | |
| 2004 | Temptation                               | Nicholi           | |
| 2005 | Bohémové                                 | Roger Davis       | nominace – Critics' Choice Movie Awards v kategorii nejlepší skladba (za „ Seasons of Love“) a nejlepší obsazení nominace – Online Film & Television Association Awards v kategorii nejlepší adaptovaná skladba (za „ Seasons of Love“ a „Light My Candle“) |
| 2006 | Odložené případy                         | Dennis Hofferman  | díl: „Vítejte“ |
| 2008 | American Primitive                       | Theo              | |
| 2008 | Goyband                                  | Bobby Starr       | |
| 2009 | Wild About Harry nebo American Primitive | Theo              | |
| 2009 | Great Performances                       | Frederick Trumper | díl: „Chess in Concert“ |
| 2012 | Submissions Only                         | Brent Jarvis      | díl: „The Growing Interconnectedness“ |
| 2015 | Tales of Halloween                       | zubař             | |
| 2016 | Punk's Dead                              | Eddie             | |
| 2016 | Alleluia! The Devil's Carnival           | agent             | |
| 2016 | Sanders Shorts                           | zpěvák            | díl: „This Isn't a Duet“ |
| 2019 | Rent: Live                               | Sám sebe          | |

### Divadlo
| Rok     | Název                        | Role                     | Lokace                    | Kategorie                 |
| ------- | ---------------------------- | ------------------------ | ------------------------- | ------------------------- |
| 1996–97 | Bohémové                     | Roger Davis              | Nederlander Theatre       | Broadway                  |
| 1998    | Bohémové                     | Roger Davis              | Shaftesbury Theatre       | West End                  |
| 2000–03 | Aida                         | Radames                  | Palace Theatre            | Broadway                  |
| 2003    | Fully Committed              | —                        | Lyceum Theatre            | Mimo–Broadway (producent) |
| 2003    | Chess                        | Freddie Trumper          | New Amsterdam Theatre     | Koncert                   |
| 2003–04 | Kabaret                      | The Emcee                | Studio 54                 | Broadway                  |
| 2004    | Aida                         | Radames                  | Palace Theatre            | Broadway                  |
| 2004    | Vlasy                        | —                        | New Amsterdam Theatre     | Koncert                   |
| 2005    | The 24 Hour Plays            | —                        | American Airlines Theatre | Benefiční koncert         |
| 2007    | Bohémové                     | Roger Davis (náhradník)  | Nederlander Theatre       | Broadway                  |
| 2008    | Alive in the World           | —                        | Zipper Theatre            | Benefiční koncert         |
| 2008    | Chess                        | Freddie Trumper          | Royal Albert Hall         | Koncert                   |
| 2008    | Drift                        | —                        | B.B. King Blues Club      | Koncert                   |
| 2009–10 | Bohémové                     | Roger Davis              | —                         | Národní turné             |
| 2011    | The Real Love: A New Musical | Rolf                     | Pasadena Civic Auditorium | Koncert                   |
| 2011–12 | Memphis                      | Huey Calhoun (náhradník) | Shubert Theatre           | Broadway                  |
| 2013    | Chicago                      | Billy Flynn (náhradník)  | Ambassador Theatre        | Broadway                  |
| 2016    | Disaster!                    | Chad                     | Nederlander Theatre       | Broadway                  |
| 2016–17 | Something Rotten!            | William Shakespeare      | St. James Theatre         | Broadway                  |
| 2017    | Something Rotten!            | William Shakespeare      | —                         | Národní turné             |
| 2019    | Pretty Woman: The Musical    | Edward Lewis (náhradník) | Nederlander Theatre       | Broadway                  |